# Uładzimir Sieńka
Uładzimir Sieńka, biał. Уладзімір Сенька (ur. 21 lipca 1918 w Nowym Swierżeniu, zm. 2 lutego 1997 w RFN) – białoruski działacz i publicysta, kolaborant niemiecki, komendant Białoruskiej Policji Pomocniczej w powiecie nieświeskim podczas II wojny światowej, oficer wywiadu Bundeswehry w okresie powojennym
Studiował na Uniwersytecie Wileńskim. Działał w Białoruskim Związku Studenckim. Został zmobilizowany do Wojska Polskiego. Przeszedł przeszkolenie w Szkole Podchorążych Rezerwy Piechoty w Zambrowie. Po zajęciu wschodnich terenów II Rzeczypospolitej przez wojska sowieckie we wrześniu 1939 r., pracował na tych terenach jako nauczyciel. Podczas okupacji niemieckiej był komendantem Białoruskiej Policji Pomocniczej w powiecie nieświeskim. Jednocześnie należał do konspiracyjnej Białoruskiej Partii Niepodległościowej. Latem 1944 r. ewakuował się do Niemiec. Po zakończeniu wojny w latach 1947–1948 pełnił funkcję dyrektora białoruskiego gimnazjum im. Maksima Bagdanowicza w Dolnej Saksonii. Następnie służył w stopniu majora w wywiadzie Bundeswehry. Redagował po niemiecku biuletyny o sytuacji na terenie Białoruskiej SRR przeznaczone dla zachodnioniemieckiego instytutu naukowo-badawczego. Ponadto wydawał w języku białoruskim czasopismo „Жыве Беларусь!”. Wstąpił do Białoruskiego Ruchu Wyzwoleńczego (BWR). 8 lutego 1954 r. został mianowany kierownikiem Sztabu Głównego Ruchu przez skonfliktowanego z dotychczasowym kierownictwem organizacji szefa Białoruskiej Centralnej Rady (BCR) Radosława Ostrowskiego. 27 października tego roku plenum i kolegium BCR „zlikwidowały” BWR, powołując na jego miejsce Białoruski Front Wyzwoleńczy. Osłabiony BWR rozpadł się na małe grupy. Na ich czele stał formalnie mjr U. Sieńka, ale faktycznie jego władza była iluzoryczna. Uczestniczył on w przerzucaniu na obszar Białoruskiej SRR agentów i grup zbrojnych. W 1963 r. władze ZSRR zwróciły się do Niemców o ekstradycję mjr. U. Sieńki, ale została ona odrzucona.